# Zoran Mijucić
Zoran Mijucić (in serbo Зоран Мијуцић?; Šid, 23 dicembre 1968 – Novi Sad, 3 ottobre 2009) è stato un calciatore serbo, in precedenza jugoslavo, di ruolo attaccante.

## Palmarès

### Competizioni nazionali
- Campionato jugoslavo: 1

Vojvodina: 1988-1989

### Nazionale
- Campionato mondiale Under-20: 1

Jugoslavia: Cile 1987